# Dominique Lebeau
Pour les articles homonymes, voir Lebeau.
Dominique Lebeau, est un musicien québécois né le 1er juin 1975.

## Biographie
Après des débuts en musique avec le groupe Medicine Quartet et Windstorm, il se joint aux Cowboys fringants dont il est le second batteur. Il est celui qui a accompagné le succès du groupe pendant 10 ans de leur carrière. Il est reconnu pour son excentricité.  Dominique Lebeau a quitté le groupe Cowboys fringants, le 18 août 2007. Il a fait son dernier spectacle avec le groupe, le 17 août à l'international des montgolfières de Saint-Jean-sur-Richelieu.
Son apport au niveau des compositions inclut des chansons souvent provocatrices: 
- Québécois de souche qui fait référence aux anglicismes québécois
- Léopold, chanson ayant pour thème l'amour homosexuel

Au début de novembre 2008, Dominique a annoncé son projet de lancer un premier album solo en 2009, qu'il a préparé lui-même sur son ordinateur dans son sous-sol. L'album, sorti en 2009, s'intitule Grand naïf.
En février 2015 il sort un nouvel album intitulé Bricolages, réalisé par Jérôme Minière. En 2019, son nouveau projet prend la forme d'un livre-disque.
Il est par ailleurs engagé en politique au niveau local, élu conseiller municipal de Saint-Lambert en 2013. Lors des élections municipales québécoises de 2017 il brigue le poste de maire mais, avec 18,8% des voix, termine à la troisième place du scrutin.